# Гребля Уед-Джедра
Гребля Уед-Джедра (Oued Djedra) – гідротехнічна споруда на півночі Алжиру.
Греблю спорудили на північно-східній околиці міста Сук-Ахрас на уеді Джедра – лівій притоці річки Меджерда (бере початок в горах Тель-Атлас та впадає в Туніську затоку Середземного моря, при цьому на території Тунісу на ній створене велике водосховище Сіді-Салем). Головним призначенням споруди є водопостачання, при цьому площа водозбірного басейну вище від греблі становить 119 км2. 
В межах проекту долину Джедри перекрили кам’яно-накидною греблею із бетонним облицюванням висотою 60 (за іншими даними – 65) метрів, довжиною 425 метрів та шириною по гребеню 22,5 метра. 
Гребля утворили водосховище об’ємом 35 млн м3 з нормальним рівнем поверхні на позначці 555 метрів НРМ. Під час повені цей показник може зростати до 558,3 метра НРМ, при тому що гребінь греблі знаходиться на висоті 560 метрів НРМ. 
Заповнення водосховища почалось у лютому 2024 року.